# 스위스 독일어
스위스 독일어(독일어: Schweizerdeutsch, 알레만어: Schwyzerdütsch)는 스위스에서 사용되는 독일어의 방언이자 알레만어의 방언이다. 스위스 표준 독일어와는 다른 언어이다. 같은 스위스 독일어 내에서도 바젤 방언, 베른 방언, 취리히 방언 등 각 언어에 차이가 있기 때문에 그 언어의 총칭을 말하기도 한다.

## 방언
- 고지 알레만어 High Alemannisch (gsw-hig)
  - 스위스 독일어 Swiss German (gsw-swi)
    - 그라우벤덴-그리존 방언 Graubenden-Grisons (gsw-gra)
    - 옵발덴 방언 Obwald (gsw-obw)
    - 장크트갈렌 방언 St. Gallen (gsw-stg)
    - 베른 방언 Bern (gsw-ber)
    - 취리히 방언 Zurich (gsw-zur)
    - 아펜첼 방언 Appenzell (gsw-app)
    - 루체른 방언 Lucerne (gsw-luc)
    - 우리 방언 Uri (gsw-uri)
    - 추크 방언 Zug (gsw-zug)

## 개요
독일이나 오스트리아의 독일어와는 발음이나 어휘에 상당히 차이가 있기 때문에, 독일, 오스트리아 양국의 독일어 화자조차 이해가 곤란할 정도이다.
또, 스위스 독일어라는 통일된 언어가 있는 것은 아니고, 지역에 의한 방언 차이가 크기 때문에, 독일어권의 스위스인에서도 다른 지역의 말의 이해는 쉽지 않다. 스위스 독일어를 모국어로 하는 주민은 표준 독일어를 읽고 쓰기는 문제가 없지만, 대화는 서투른 예도 있다. 스위스의 학교에서는 표준 독일어 수업이 중반 외국어 학습으로 진행되고 있다.
또한 스위스에는 알레만어의 또 다른 일파인 알자스어를 비롯하여 이탈리아어(롬바르드어, 티치노어), 로만슈어, 프랑스어를 사용하는 지역도 있지만, 이들 지역에서는 표준 독일어와 영어를 배운다.
독일, 오스트리아, 리히텐슈타인에서는 옛날부터 있었던 ss를 ß로 표기하는 경우가 많지만, 스위스에서는 프랑스어나 이탈리아어 등에 없는 이 문자를 피하고 ss를 사용하는 경우가 많은 것이 특징이다. 게다가 대문자의 움라우트를 표기하지 않고, a/o/u의 뒤에 e를 뒤로 두는 특징이 있다. (ä → ae, ö → oe, ü → ue)

## 음운

### 닿소리
베른 방언을 기준으로 한다.
|        |        | 입술소리 | 치경음 | 후치경음/ 경구개음 | 연구개음 | 성문음 |
| ------ | ------ | -------- | ------ | ------------------ | -------- | ------ |
| 비음   | 비음   | m - mː   | n - nː |                    | ŋ        |        |
| 파열음 | 파열음 | b̥ – p    | d̥ – t  |                    | ɡ̊ – k    |        |
| 파찰음 | 파찰음 | pf       | ts     | tʃ                 | kx       |        |
| 마찰음 | 마찰음 | v̥ – f    | z̥ – s  | ʒ̊ – ʃ              | ɣ̊ – x    | h      |
| 접근음 | 접근음 | ʋ        | l - lː | j                  |          |        |
| R음    | R음    |          | r      |                    |          |        |

### 홀소리
취리히와 베른 방언을 기준으로 한다.
|          | 전설 | 전설 | 중설 | 후설  |
| -------- | ---- | ---- | ---- | ----- |
| 고모음   | i    | y    |      | u     |
| 근고모음 | ɪ    | ʏ    |      | ʊ     |
| 중고모음 | e    | ø    |      | o     |
| 중모음   |      |      | ə    |       |
| 중저모음 | ɛ    | œ    |      |       |
| 저모음   | æ    |      |      | ɒ ~ ɑ |

## 표준 독일어와 다른 점

### 음운 면
- 유성 장애음(/b, d, ɡ/ 등)이 없다.
- /p, t, k/는 유기음이 아니다.
- 음절 말의 l과 음절 중간의 /lː/은 /w~wː/로 소리가 난다.
- r은 대부분의 지역에서 [r](치경 전동음)으로 발음하지만, 바젤 방언이나 동북부 스위스에서는 [ʀ](구개수 전동음)으로 발음한다.
- 전설 원순 모음이 있다.

### 문법 면
- 직설법 과거는 없다. 직설법 가정법은 있다.
- 속격이 없다.
- 동사군의 배열이 여러 가지다.
- 첩어 효과가 afaa와 laa에서는 약해지고, gaa와 choo에서는 강해진다.

### 낱말 면
- 프랑스어, 표준 독일어, 영어에서 온 외래어들이 있다.

### 정서법 면
- k와 ck가 무성 연구개 파찰음(/kx/)를 나타낸다.
- gg가 무성 연구개 파열음(/k/)을 나타낸다.
- w가 순치 접근음(/ʋ/)을 나타낸다.
- ph, th gh가 유기음(/pʰ, tʰ, kʰ/)을 나타내는데 쓰인다.
- ä가 /æ/ 또는 /ə/나 /ɛ/를 나타내는데 쓰인다.